# Adolf Otto Reinhold Windaus
Adolf Otto Reinhold Windaus (født 25. december 1876 i Berlin, død 9. juni 1959 i Göttingen) var en tysk kemiker, som modtog Nobelprisen i kemi i 1928 for sit arbejde med steroler og deres relationer til vitaminer. Han var vejleder for Adolf Butenandt, der også vandt en Nobelpris i kemi i 1939.
Adolf Windaus blev født i Berlin, og hans interesse for kemi blev vakt, under forelæsninger med Hermann Emil Fischer (en anden nobelprismodtager). Han startede med at studere medicin og kemi på Humboldt-Universität zu Berlin og senere på Albert-Ludwigs-Universität Freiburg. Han fik sin Ph.d. i 1909 og fokuserede på kolesterol og andre sterol]er på universitetet i Freiburg. I 1913 blev han professor i kemi på Universität Innsbruck og skiftede i 1915 til Georg-August-Universität Göttingen, hvor han blev indtil han blev pensioneret i 1944.
Han var involveret i opdagelsen af omdannelsen af kolesterol gennem flere trin til vitamin D3. Han gav sine patenter til Merck og Bayer og de udsendte medikamentet Vigantol i 1927.
|  |  |